# Meganulon
Meganulon (japonés: メガヌロン, Meganuron o Meganula: メガニューラ, Meganyuura) es un kaiju en forma de un insecto mutante de enorme tamaño presentado por primera vez en la película Rodan creado por Ishirō Honda, Tomoyuki Tanaka y Masaaki Tezuka. Su segunda aparición fue en la película Godzilla tai Megaguirus: G Shōmetsu Sakusen, después de 44 años de ausencia.

## Nombre
El nombre de los Meganulon proviene de Meganeura, una especie de libélulas extintas del periodo carbonífero que vivían aproximadamente hace 300 millones de años.

## Origen
Los Meganulon fueron despertados de su estado de animación suspendida por las operaciones mineras en un pueblo llamado Kitamatsu en la prefectura de Kumamoto.

## Apariencia
Meganulon es un insecto gigante de color verde-gris. Tienen dos grandes garras de pinza, cada una en un brazo. Los Meganulon de la película Rodan del año 1956 eran muy grandes con cara de una libélula. Los Meganulon de la película Godzilla tai Megaguirus: G Shōmetsu Sakusen, 44 años después de su debut, tenían unos cuerpos más delgados de color marrón, seguían teniendo sus garras gigantes.

## Poderes y habilidades
Los Meganulon de la era Showa no tenían ningunos poderes o habilidades especiales, solo la habilidad de permanecer latentes durante millones de años en animación suspendida. Los Meganulon de la era Millennium tenían más habilidades. Fueron capaces de escalar por las paredes con mucha facilidad. Al atacarlos podían escupir líquido venenoso de su boca para cegar y desorientar al agresor.

## Meganula
Cuando los Meganulon mudan la piel obtienen forma de Meganula (japonés: メガニューラ, Meganyuura). Los Meganula también tienen garras gigantes. Además de ellas tienen un aguijón en su abdomen. Nada más evolucionar en Meganula se ponen a buscar una fuente de energía lo más grande y potente posible.

## Apariciones
- Rodan, 1956
- Godzilla tai Megaguirus: G Shōmetsu Sakusen, 2000